# Chiroptonyssus
Chiroptonyssus es un  género de ácaros parásitos perteneciente a la familia  Macronyssidae.

## Especies
Chiroptonyssus Auguston, 1945
- Chiroptonyssus brennani Yunker, Lukoschus & Giesen, 1990
- Chiroptonyssus robustipes (Ewing, 1925)